# Tour de Catalogne 1983
Le Tour de Catalogne 1983 est la 63e édition du Tour de Catalogne, une course cycliste par étapes en Espagne. L’épreuve se déroule sur 7 étapes du 7 au 14 septembre 1983 sur un total de 1 270,4 km. Le vainqueur final est l’Espagnol Josep Recio de l’équipe Kelme, devant Faustino Rupérez et Julius Thalmann.

## Étapes
| Étape | Date         | Parcours                        | km    | Vainqueur d’étape       | Leader du classement général |
| ----- | ------------ | ------------------------------- | ----- | ----------------------- | ---------------------------- |
| P     | 7 septembre  | Salou – Salou (clm)             | 3,8   | Bert Oosterbosch (NED)  | Bert Oosterbosch (NED)       |
| 1     | 8 septembre  | Salou – Amposta                 | 194,0 | Frank Hoste (BEL)       | Bert Oosterbosch (NED)       |
| 2     | 9 septembre  | Amposta – Lleida                | 168,3 | Ludo Peeters (BEL)      | Bert Oosterbosch (NED)       |
| 3a    | 10 septembre | Lleida – Esplugues de Llobregat | 161,5 | Frank Hoste (BEL)       | Jesús Blanco Villar (ESP)    |
| 3b    | 10 septembre | Barcelone - Barcelone           | 45,0  | Noël Dejonckheere (BEL) | Jesús Blanco Villar (ESP)    |
| 4     | 11 septembre | Barcelone - Olot                | 172,0 | Ludo Peeters (BEL)      | Ludo Peeters (BEL)           |
| 5     | 12 septembre | Olot - Platja d'Aro             | 159,0 | Gilbert Glaus (SUI)     | Ludo Peeters (BEL)           |
| 6     | 13 septembre | Girona – Manresa                | 204,0 | Josep Recio (ESP)       | Josep Recio (ESP)            |
| 7a    | 14 septembre | Piera – Igualada                | 129,5 | Antonio Coll (ESP)      | Josep Recio (ESP)            |
| 7b    | 14 septembre | Igualada – Igualada (clm)       | 33,3  | Julián Gorospe (ESP)    | Josep Recio (ESP)            |

### Prologue[1]
07-09-1983: Salou – Salou, 3,8 km (clm) :
|   | Cycliste                  | Équipe     | Temps      |
| - | ------------------------- | ---------- | ---------- |
| 1 | Bert Oosterbosch (NED)    | TI-Raleigh | 4 min 29 s |
| 2 | Jesús Blanco Villar (ESP) | Teka       | + 5 s      |
| 3 | Josep Recio (ESP)         | Kelme      | + 11 s     |

|   | Cycliste                  | Équipe     | Temps      |
| - | ------------------------- | ---------- | ---------- |
| 1 | Bert Oosterbosch (NED)    | TI-Raleigh | 4 min 29 s |
| 2 | Jesús Blanco Villar (ESP) | Teka       | + 5 s      |
| 3 | Josep Recio (ESP)         | Kelme      | + 11 s     |

### 1reétape[2]
08-09-1983: Salou – Amposta, 194,0:
|   | Cycliste                | Équipe      | Temps           |
| - | ----------------------- | ----------- | --------------- |
| 1 | Frank Hoste (BEL)       | Europ Decor | 5 h 37 min 36 s |
| 2 | Gilbert Glaus (SUI)     | Cilo-Aufina | m.t.            |
| 3 | Noël Dejonckheere (BEL) | Teka        | m.t.            |

|   | Cycliste                  | Équipe     | Temps           |
| - | ------------------------- | ---------- | --------------- |
| 1 | Bert Oosterbosch (NED)    | TI-Raleigh | 5 h 42 min 05 s |
| 2 | Jesús Blanco Villar (ESP) | Teka       | + 5 s           |
| 3 | Josep Recio (ESP)         | Kelme      | + 11 s          |

### 2eétape[3]
09-09-1983: Amposta – Lleida, 168,3 km :
|   | Cycliste            | Équipe     | Temps           |
| - | ------------------- | ---------- | --------------- |
| 1 | Ludo Peeters (BEL)  | TI-Raleigh | 4 h 42 min 33 s |
| 2 | Theo de Rooij (BEL) | TI-Raleigh | + 11 s          |
| 3 | Jesús Guzmán (ESP)  | Kelme      | m.t.            |

|   | Cycliste                  | Équipe     | Temps            |
| - | ------------------------- | ---------- | ---------------- |
| 1 | Bert Oosterbosch (NED)    | TI-Raleigh | 10 h 24 min 52 s |
| 2 | Jesús Blanco Villar (ESP) | Teka       | + 5 s            |
| 3 | Josep Recio (ESP)         | Kelme      | + 11 s           |

### 3eétape A[4]
10-09-1983: Lleida – Esplugues de Llobregat, 161,5 km :
| Resultat de la 3e étape \| \| Cycliste \| Équipe \| Temps \| \| - \| ------------------------- \| ----------------- \| --------------- \| \| 1 \| Frank Hoste (BEL) \| Europ Decor \| 3 h 40 min 13 s \| \| 2 \| Sergio Santimaria (ITA) \| Del Tongo-Colnago \| m.t. \| \| 3 \| Jesús Blanco Villar (ESP) \| Teka \| m.t. \| |                           |                   |                 |
| | Cycliste                  | Équipe            | Temps           |
| 1 | Frank Hoste (BEL)         | Europ Decor       | 3 h 40 min 13 s |
| 2 | Sergio Santimaria (ITA)   | Del Tongo-Colnago | m.t.            |
| 3 | Jesús Blanco Villar (ESP) | Teka              | m.t.            |

### 3eétape B[4]
10-09-1983: Barcelone - Barcelone, 45,0 km :
|   | Cycliste                | Équipe           | Temps                   |
| - | ----------------------- | ---------------- | ----------------------- |
| 1 | Noël Dejonckheere (BEL) | Teka             | 1 h 02 min 43 s (-15 s) |
| 2 | Johan Lammerts (NED)    | TI-Raleigh       | m.t. (-12 s)            |
| 3 | Dirk Krikilion (BEL)    | Safir-Van de Ven | m.t. (-10 s)            |

|   | Cycliste                  | Équipe   | Temps            |
| - | ------------------------- | -------- | ---------------- |
| 1 | Jesús Blanco Villar (ESP) | Teka     | 14 h 05 min 10 s |
| 2 | Josep Recio (ESP)         | Kelme    | + 6 s            |
| 3 | Julián Gorospe (ESP)      | Reynolds | + 8 s            |

### 4eétape[5]
11-09-1983: Barcelone - Olot, 172,0 km :
|   | Cycliste               | Équipe     | Temps           |
| - | ---------------------- | ---------- | --------------- |
| 1 | Ludo Peeters (BEL)     | TI-Raleigh | 4 h 30 min 21 s |
| 2 | José Luis Laguía (ESP) | Reynolds   | m.t.            |
| 3 | Vicente Belda (ESP)    | Kelme      | m.t.            |

|   | Cycliste               | Équipe           | Temps            |
| - | ---------------------- | ---------------- | ---------------- |
| 1 | Ludo Peeters (BEL)     | TI-Raleigh       | 18 h 35 min 40 s |
| 2 | José Luis Laguía (ESP) | Reynolds         | + 10 s           |
| 3 | Álvaro Pino (ESP)      | Zor-Gemeaz Cusin | + 42 s           |

### 5eétape[6]
12-09-1983: Olot - Platja d'Aro, 159,0 km :
|   | Cycliste             | Équipe           | Temps           |
| - | -------------------- | ---------------- | --------------- |
| 1 | Gilbert Glaus (SUI)  | Cilo-Aufina      | 4 h 08 min 12 s |
| 2 | Frank Hoste (BEL)    | Europ Decor      | m.t.            |
| 3 | Dirk Krikilion (BEL) | Safir-Van de Ven | m.t.            |

|   | Cycliste               | Équipe           | Temps            |
| - | ---------------------- | ---------------- | ---------------- |
| 1 | Ludo Peeters (BEL)     | TI-Raleigh       | 22 h 43 min 52 s |
| 2 | José Luis Laguía (ESP) | Reynolds         | + 10 s           |
| 3 | Álvaro Pino (ESP)      | Zor-Gemeaz Cusin | + 42 s           |

### 6eétape[7]
13-09-1983: Girona – Manresa, 204,0 km :
|   | Cycliste              | Équipe            | Temps           |
| - | --------------------- | ----------------- | --------------- |
| 1 | Josep Recio (ESP)     | Kelme             | 5 h 41 min 27 s |
| 2 | Rudy Pevenage (BEL)   | Del Tongo-Colnago | + 4 min 48 s    |
| 3 | Henk Lubberding (NED) | TI-Raleigh        | m.t.            |

|   | Cycliste                  | Équipe           | Temps            |
| - | ------------------------- | ---------------- | ---------------- |
| 1 | Josep Recio (ESP)         | Kelme            | 28 h 26 min 44 s |
| 2 | Faustino Rupérez (ESP)    | Zor-Gemeaz Cusin | + 4 min 56 s     |
| 3 | Gerard Veldscholten (NED) | TI-Raleigh       | + 4 min 58 s     |

### 7eétape A[8]
14-09-1983: Piera – Igualada, 129,5 km :
| Resultat de la 7e étape A \| \| Cycliste \| Équipe \| Temps \| \| - \| --------------------------- \| ----------------- \| --------------- \| \| 1 \| Antonio Coll (ESP) \| Teka \| 3 h 11 min 34 s \| \| 2 \| Guido Van Calster (BEL) \| Del Tongo-Colnago \| + 29 s \| \| 3 \| Miguel Ángel Iglesias (ESP) \| Kelme \| m.t. \| |                             |                   |                 |
| | Cycliste                    | Équipe            | Temps           |
| 1 | Antonio Coll (ESP)          | Teka              | 3 h 11 min 34 s |
| 2 | Guido Van Calster (BEL)     | Del Tongo-Colnago | + 29 s          |
| 3 | Miguel Ángel Iglesias (ESP) | Kelme             | m.t.            |

### 7eétape B[8]
14-09-1983: Igualada – Igualada, 33,3 km (clm) :
|   | Cycliste               | Équipe           | Temps       |
| - | ---------------------- | ---------------- | ----------- |
| 1 | Julián Gorospe (ESP)   | Reynolds         | 48 min 12 s |
| 2 | Julius Thalmann (SUI)  | Cilo-Aufina      | + 35 s      |
| 3 | Faustino Rupérez (ESP) | Zor-Gemeaz Cusin | + 42 s      |

|   | Cycliste               | Équipe           | Temps            |
| - | ---------------------- | ---------------- | ---------------- |
| 1 | Josep Recio (ESP)      | Kelme            | 32 h 28 min 11 s |
| 2 | Faustino Rupérez (ESP) | Zor-Gemeaz Cusin | + 4 min 26 s     |
| 3 | Julius Thalmann (SUI)  | Cilo-Aufina      | + 4 min 27 s     |

## Classement général
|    | Cycliste                  | Équipe           | Temps            |
| -- | ------------------------- | ---------------- | ---------------- |
| 1  | Josep Recio (ESP)         | Kelme            | 32 h 28 min 11 s |
| 2  | Faustino Rupérez (ESP)    | Zor-Gemeaz Cusin | + 4 min 26 s     |
| 3  | Julius Thalmann (SUI)     | Cilo-Aufina      | + 4 min 27 s     |
| 4  | Gerard Veldscholten (NED) | TI-Raleigh       | + 4 min 34 s     |
| 5  | Pedro Delgado (ESP)       | Reynolds         | + 5 min 01 s     |
| 6  | Julián Gorospe (ESP)      | Reynolds         | + 6 min 05 s     |
| 7  | Henk Lubberding (NED)     | TI-Raleigh       | + 6 min 07 s     |
| 8  | José Luis Laguía (ESP)    | Reynolds         | + 6 min 43 s     |
| 9  | Faustino Cueli (ESP)      | Teka             | + 7 min 02 s     |
| 10 | Vicente Belda (ESP)       | Kelme            | + 7 min 07 s     |

## Classements annexes
|   | Cycliste               | Équipe           | Points |
| - | ---------------------- | ---------------- | ------ |
| 1 | Ángel Ocaña (ESP)      | Zor-Gemeaz Cusin | 49     |
| 2 | José Luis Laguía (ESP) | Reynolds         | 39     |
| 3 | Álvaro Pino (ESP)      | Zor-Gemeaz Cusin | 23     |

|   | Cycliste              | Équipe           | Points |
| - | --------------------- | ---------------- | ------ |
| 1 | Ronny Van Holen (BEL) | Safir-Van de Ven | 36     |
| 2 | Patrick Cocquyt (BEL) | Safir-Van de Ven | 39     |
| 3 | Ángel Ocaña (ESP)     | Zor-Gemeaz Cusin | 12     |

|   | Cycliste            | Équipe      | Points |
| - | ------------------- | ----------- | ------ |
| 1 | Frank Hoste (BEL)   | Europ Decor | 41     |
| 2 | Gilbert Glaus (SUI) | Cilo-Aufina | 24     |
| 3 | Ludo Peeters (BEL)  | TI-Raleigh  | 23     |

|   | Équipe           | Pays     | Temps             |
| - | ---------------- | -------- | ----------------- |
| 1 | TI-Raleigh       | Pays-Bas | 100 h 49 min 50 s |
| 2 | Reynolds         | Espagne  | + 48 s            |
| 3 | Zor-Gemeaz Cusin | Espagne  | + 56 s            |